# گورستان آسیان
گورستان آسیان مربوط به دوران‌های تاریخی پس از اسلام است و در شهرستان بویین زهرا، بخش آوج، روستای آسیان واقع شده و این اثر در تاریخ ۲۲ مرداد ۱۳۸۴ با شمارهٔ ثبت ۱۳۲۶۱ به‌عنوان یکی از آثار ملی ایران به ثبت رسیده است.